# OTI 1973
Il secondo Festival della canzone iberoamericana si tenne a Belo Horizonte, in Brasile il 12 ottobre 1973 e fu vinto da Imelda Miller che rappresentava il Messico.

## Classifica
| Paese                                              | Artista           | Canzone                   | Posizione |
| Messico                                            | Imelda Miller     | Que alegre va María       | 1         |
| Perù                                               | Gabriela de Jesús | El mundo gira por tu amor | 2         |
| Rep. Dominicana                                    | Niní Caffaro      | El juicio final           | 3         |
| Brasile                                            | Nadinha da Ilha   | Baianeiro                 | 4         |
| Spagna                                             | Camilo Sesto      | Algo más                  | 5         |
| Cile                                               | Antonio Zabaleta  | Cuando tu vuelvas         | 6         |
| Porto Rico                                         | Oscar Solo        | Yo quiero una orquesta    | 6         |
| Uruguay                                            | Aldo              | El mundo es un corazón    | 8         |
| Venezuela                                          | Mayra Martí       | Poema para el olvido      | 9         |
| Colombia                                           | Claudia Osuna     | Una orquidea, un amor     | 9         |
| Argentina                                          | Juan Eduardo      | Dije que te quiero        | 9         |
| Panama                                             | Orlando Morales   | Soy feliz                 | 12        |
| Portogallo                                         | Paco Bandeira     | Poema de mim              | 12        |
| Bolivia                                            | Arturo Quesada    | No se vivir sin ti        | 14        |
| Luogo: Palacio das Artes - Belo Horizonte, Brasile |                   |                           |           |